# Isstarr
Isstarr (Carex glacialis) är en halvgräsart som beskrevs av Kenneth Kent Mackenzie. Enligt Catalogue of Life ingår Isstarr i släktet starrar och familjen halvgräs, men enligt Dyntaxa är tillhörigheten istället släktet starrar och familjen halvgräs. Arten är reproducerande i Sverige. Inga underarter finns listade i Catalogue of Life.

## Bildgalleri

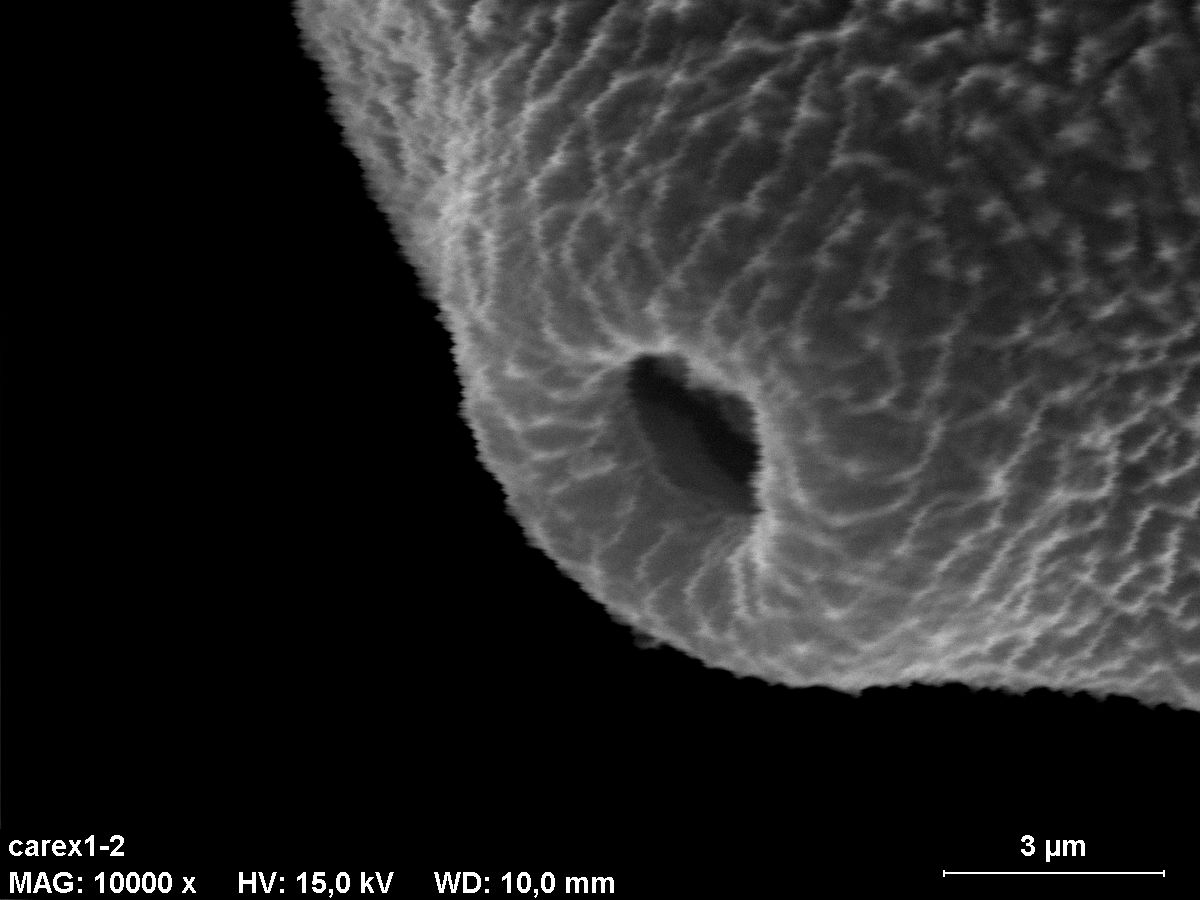
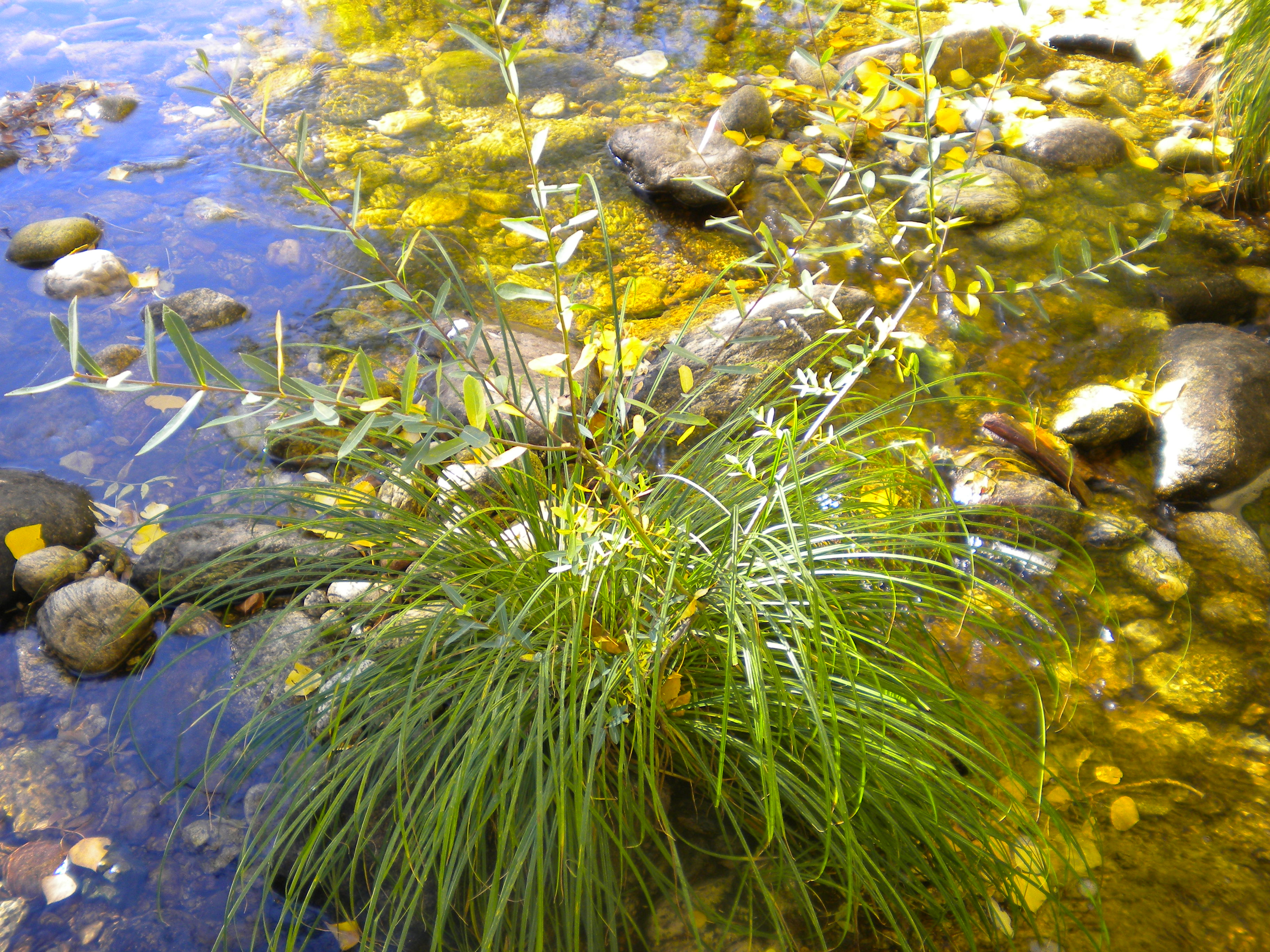